# Miejska Galeria Sztuki w Zakopanem
Miejska Galeria Sztuki im. Władysława hr. Zamoyskiego – galeria sztuki w Zakopanem utworzona w 2001 na miejscu dawnej galerii Biura Wystaw Artystycznych. Prezentuje polską sztukę współczesną, organizuje pokazy filmów, koncerty, spotkania autorskie, a także ogólnopolskie targi sztuki współczesnej – coroczne Salony Marcowe.

## Historia
Budynek galerii został wzniesiony w 1911 przez Władysława hr. Zamoyskiego. Nosił nazwę „Bazar Polski” i od początku istnienia służył jako miejsce wystaw sztuki. Od 1912 organizowaniem wystaw zajmowało się Towarzystwo „Sztuka Podhalańska”. Działalność wystawienniczą kontynuowano również po II wojnie światowej. Od 1951 „Bazar Polski” przekształcono w filię Centralnego Biura Wystaw Artystycznych w Warszawie. Później galerią zarządzały kolejno BWA w Krakowie i Nowym Sączu, aż do roku 2001, kiedy to utworzono Miejską Galerię Sztuki. W 2002 roku galerii nadano imię Władysława hr. Zamoyskiego. Z dniem 1 marca 2016 roku nastąpiło połączenie samorządowych instytucji kultury - Biura Promocji Zakopanego oraz Miejskiej Galerii Sztuki im. Władysława hr. Zamoyskiego w Zakopanem i utworzenie Zakopiańskiego Centrum Kultury. Dyrektorem Zakopiańskiego Centrum Kultury została Beata Majcher, natomiast zastępcą dyrektora ZCK ds. artystycznych (tym samym dyrektorem Miejskiej Galerii Sztuki) została Lidia Rosińska-Podleśny. 

## Dyrektorzy
- Anna Waloch (1968-2007)
- Anna Zadziorko (2007-2016)
- Lidia Rosińska-Podleśny (od 2016)